# Хелман, Абрахам
Абрахам М. Хелман (урожд. Абрам Гельман; англ. Abraham M. Helman, 10 декабря 1907 — 16 марта 1952, Ванкувер) — канадский шахматист российско-еврейского происхождения.
Серебряный призер чемпионата Канады 1933 г. Чемпион Манитобы 1933 и 1944 гг. Чемпион Британской Колумбии 1947 и 1948 гг. Чемпион Британской Колумбии по активным шахматам 1948 г.
В составе сборной Канады участник шахматной олимпиады 1939 г.
Родился на территории Российской империи. Приехал в Канаду не позже 1926 г. Жил в Виннипеге. Был членом Виннипегского еврейского шахматного клуба (Winnipeg Jewish Chess Club). В 1945 г. переехал в Ванкувер. Вместе с Д. Кримером и Ф. Антиковым основал Ванкуверский еврейский шахматный клуб (Vancouver Jewish Chess Club) и стал его первым президентом.
Занимался бизнесом. Во время проживания в Ванкувере был владельцем мебельного магазина «Tip Top Furniture». Должен был участвовать в чемпионате Канады 1951 г., имевшем статус зонального турнира, но отклонил приглашение, сославшись на болезнь. Скоропостижно скончался от сердечной недостаточности.
В память о Хелмане в 1952 г. в Ванкувере был проведен мемориальный турнир по активным шахматам (победили Дж. Тейлор и Ч. Миллар). Также Хелману был посвящен организованный в 1953 г. турнир по активным шахматам, проходивший в Виннипеге во время чемпионата Канады (победил Дэн. Яновский).

## Спортивные результаты
| Год  | Город        | Соревнование                              | + | − | = | Результат | Место |
| ---- | ------------ | ----------------------------------------- | - | - | - | --------- | ----- |
| 1931 | Гамильтон    | Чемпионат Канады                          |   |   |   |           | [ 1 ] |
| 1933 | Виннипег     | Чемпионат Канады                          |   |   |   |           | 2     |
| 1939 | Нью-Йорк     | Открытый чемпионат США                    |   |   |   |           | [ 3 ] |
|      | Буэнос-Айрес | VIII Олимпиада (сборная Канады, запасной) | 1 | 2 | 0 | 1 из 3    |       |
| 1945 | Саскатун     | Чемпионат Канады                          | 5 | 5 | 2 | 6 из 12   | 7     |